# بنك الحبيب
بنك الحبيب (بالأردوية: حبِیب بَینک )‏ هو بنك باكستاني متعدد الجنسيات مقره في الحبيب بنك بلازا، كراتشي ، باكستان . وهي مملوكة لصندوق الآغا خان للتنمية الاقتصادية ، وهو أكبر بنك من حيث الأصول في باكستان .
تأسس البنك عام 1941 وأصبح أول بنك تجاري في باكستان. في عام 1951 افتتحت أول فرع دولي لها في كولومبو ، سريلانكا . في عام 1972 ، نقل البنك مقره الرئيسي إلى حبيب بنك بلازا، الذي أصبح أطول مبنى في جنوب آسيا في ذلك الوقت. قامت الحكومة بتأميم البنك في عام 1974 وتمت خصخصته في عام 2003 ؛ في ذلك الوقت، استحوذ صندوق الآغاخان للتنمية الاقتصادية على حصة مسيطرة.
اعتبارًا من عام 2018 ، يوجد لديه أكثر من 1700 فرع مع وجود في أكثر من 25 دولة تمتد عبر أربع قارات. إنها أكبر شركة في باكستان من حيث الأصول ، وقد صنفت مرارًا وتكرارًا الشركة الباكستانية الأولى في فوربس جلوبال 2000 .
في فبراير 2018 ، عين البنك مصرفيًا كبيرًا، محمد أورنجزيب (الرئيس التنفيذي السابق لبنك الشركات العالمي - آسيا والمحيط الهادئ في جي بي مورغان ) كرئيس ومدير تنفيذي بعد التقاعد المبكر لنعمان ك. دار في 31 ديسمبر 2017 بعد أن شاب البنك عقوبة بمبلغ 225 مليون دولار أمريكي لعدم امتثالها لقواعد إدارة المخاطر وغسل الأموال.

## خدمات
يقدم بنك الحبيب مجموعة أساسية من الخدمات المصرفية لعملائه، لتشمل الخدمات المصرفية التجارية في الأسواق الناشئة.

## التاريخ
أدرك محمد علي جناح ، أول حاكم باكستان، أهمية الوساطة المالية أثناء قيامه بحملة لإقامة وطن منفصل للمسلمين. أقنع عائلة حبيب بتأسيس بنك تجاري يمكن أن يخدم الجالية المسلمة . نتج عن مبادرته إنشاء بنك حبيب في عام 1941 ، مع المكتب الرئيسي في بومباي ( مومباي الآن) ، ورأس مال ثابت قدره 25000 روبية . لعب البنك دورًا مهمًا في تعبئة الأموال من الجالية المسلمة لتمويل حملة الرابطة الإسلامية لعموم الهند من أجل تأسيس باكستان. لعب حبيب أيضًا دورًا مهمًا في توجيه أموال الإغاثة للمسلمين الذين تضرروا من أعمال الشغب والعنف التي سبقت رحيل البريطانيين من الهند البريطانية والتقسيم الذي تلا ذلك.
بعد تشكيل جمهورية باكستان في عام 1947 ، نقل بنك الحبيب مقره الرئيسي إلى كراتشي ، أول عاصمة لباكستان، بناءً على دعوة الحاكم العام جناح. هذا أعطى كراتشي أول بنك تجاري لباكستان المشكل حديثًا. كانت عائلة حبيب تملك وتدير البنك حتى تأميمه من قبل الحكومة الباكستانية في 1 يناير 1974.
في 13 يونيو 2002 ، أعلنت لجنة الخصخصة في باكستان أن حكومة باكستان ستمنح صندوق الآغا خان للتنمية الاقتصادية (AKFED) ، وهي شركة تابعة لشبكة الآغا خان للتنمية ، ملكية أغلبية لـ بنك الحبيب مقابل استثمار صندوق الآغاخان في البنك.
خلال عام 2002 ، اقتربت عملية البنك في المملكة المتحدة من الإغلاق بسبب مشكلات تنظيمية مع هيئة الخدمات المالية. تم حل المشكلة عن طريق تحويل العمليات إلى شركة تابعة. ثم قام بنك الحبيب المحدود وبنك المتحالف الباكستاني بدمج عملياتهما (ساهم حبيب بفروعه الستة وحلفائه في 4) ، في بنك جديد يسمى بنك حبيب المتحالف الدولي، حيث يمتلك بنك حبيب حصة 90.5 ٪، في حين أن بنك الحلفاء 9.5٪.
في ديسمبر 2003 ، منحت حكومة باكستان حقوق ملكية لصندوق الآغاخان 51 ٪ من الأسهم في البنك مقابل استثمار قدره 389 مليون دولار أمريكي). في فبراير 2004 ، سلمت حكومة باكستان السيطرة الإدارية لبنك حبيب إلى لصندوق الآغاخان. أعيد تشكيل مجلس الإدارة ليضم أربعة مرشحين لـ لصندوق الآغاخان، بمن فيهم الرئيس والمدير / الرئيس التنفيذي وثلاثة مرشحين لحكومة باكستان.
في نيسان / أبريل 2015, حكومة باكستان باعت 41.5% من حصة أو 609 مليون سهم في البنك بمبلغ 1.02 مليار دولار. وفقا لوزارة المالية، السعر Rs.168 للسهم الواحد (بالمقارنة مع سعر الأرض Rs.166 للسهم الواحد) كان الموصى بها من قبل لجنة الخصخصة المجلس. أصحاب المصرف تشمل الآن الآغا خان للتنمية الاقتصادية (51%) المتبقية من 49% من الأسهم في التعويم الحر. مجموعة CDC يحمل 5% و مؤسسة التمويل الدولية يحمل 3% بينما بقية أسهم في حوزة الأفراد والمؤسسات والصناديق.
في 18 أبريل 2016 ، حصل البنك على ترخيص لتشغيل فرع في أوروماتشي ، شينجيانغ ، ليصبح أول بنك باكستاني يعمل في الصين .

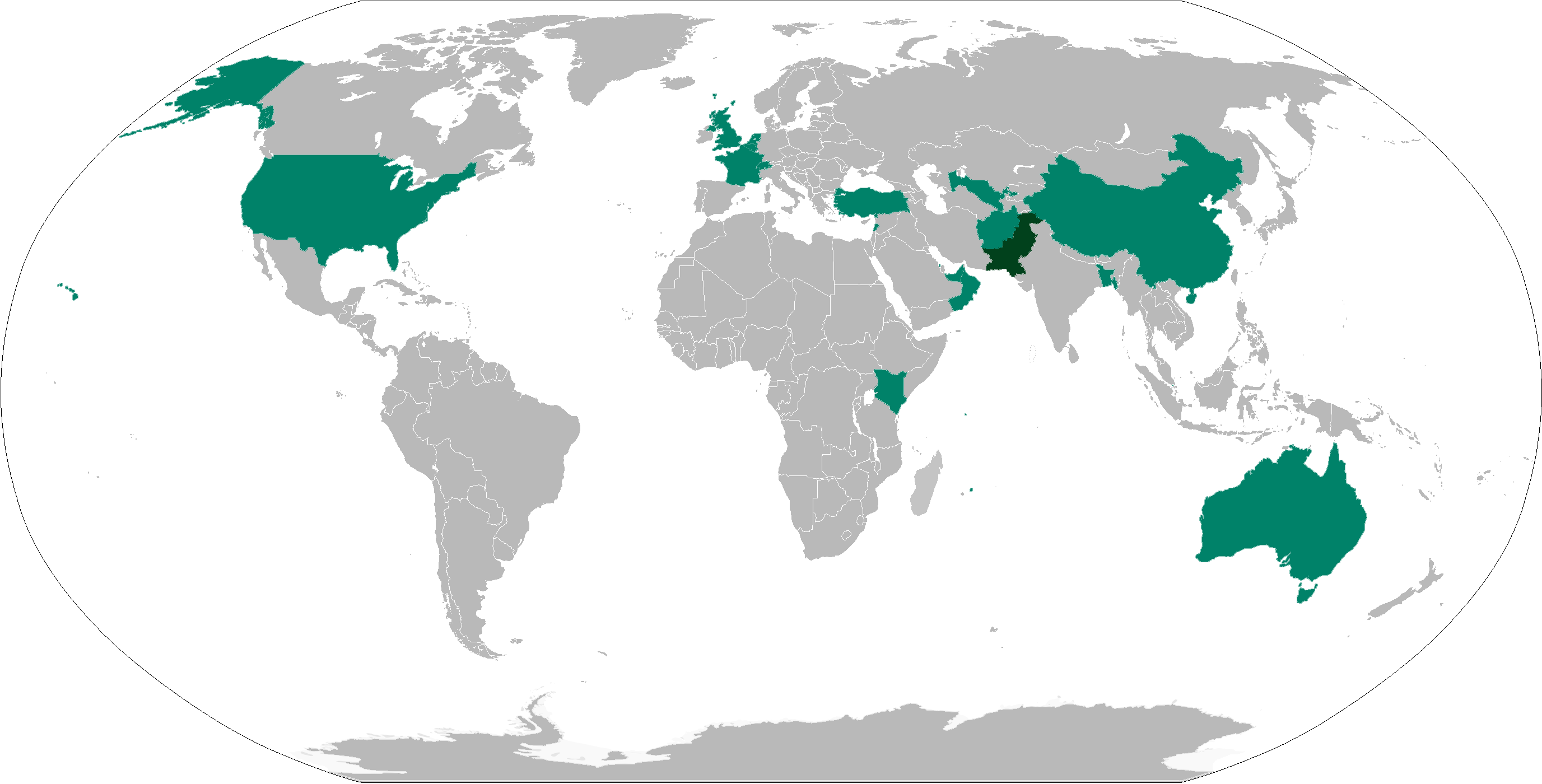
خريطة تصور عمليات HBL باكستان في جميع أنحاء العالم. الدول المميزة لديها فروع و / أو فروع و / أو مكاتب تمثيلية للبنك. يتم تمييز باكستان باللون الأخضر الداكن كمرجع.

## روابط خارجية
- بنك حبيب
- hblibank - موقع بنك حبيب للخدمات المصرفية عبر الإنترنت
- جائزة HBL حصلت على جائزة بنك العام - 2009 نسخة محفوظة 1 فبراير 2014 على موقع واي باك مشين.
- بنك حبيب المحدود. الخامس. حبيب بنك ايه جي زوريخ - 1980/82
- HBL خرق البيانات
- هاكر باكستاني يكسر أكبر بنك في باكستان